# Gare de Bouffioulx
La gare de Bouffioulx est une ancienne gare ferroviaire belge de la ligne 138, de Châtelet à Florennes, située à Bouffioulx, ancienne commune rattachée à Châtelet en 1977, dans la province de Hainaut en Région wallonne.
Situé au fond de la vallée de la Biesme, le bâtiment directement accolé à la rivière a été démoli après la disparition des trains de voyageurs et le cours d'eau mis en souterrain.

## Situation ferroviaire
Établie à 110 mètres d'altitude, la gare de Bouffioulx était située au point kilométrique (PK) 2,4 de la ligne 138, de Châtelet à Florennes-Est entre les haltes de Châtelet-Ville et de Chamborgneau.

## Histoire
La Compagnie du chemin de fer de Morialmé à Châtelineau livre à l'exploitation le 14 juin 1855 une ligne industrielle aboutissant aux mines de Morialmé, près d'Oret.
En 1862, la ligne est prolongée vers Florennes et Givet par la Compagnie de l'Est belge, résultat de la fusion du Morialmé-Châtelineau avec la Compagnie du chemin de fer de Charleroi à Louvain. Grâce à la ligne de Lodelinsart à Châtelet, inaugurée la même année, la ligne a vu circuler des trains de Louvain à la frontière française. À partir de 1897, l'Est belge s'intègre au Grand Central Belge, repris par les Chemins de fer de l'État belge en 1897.
Dans les années 1900-1910, les Chemins de fer de l'État belge envisagent d'utiliser la section de Bouffioulx à Acoz de cette ligne ainsi que les lignes d'Acoz à Ermeton et d'Athus à la Meuse pour faire transiter quotidiennement de lourds trains de minerai vers les hauts fourneaux de Couillet-Montignies. La ligne aurait été complètement reconstruite, avec une nouvelle gare à Bouffioulx, un tracé plus direct et un nouveau raccordement au-dessus de la Sambre. Le projet est abandonné après la Première Guerre mondiale. 
La ligne ferme aux voyageurs le 9 mars 1959. La gare est démolie à une date inconnue et le service des marchandises y est supprimé. Jusqu'en 2016, des trains de marchandises continuaient à desservir la ligne 138 jusqu'à l'usine Disteel à proximité d'Acoz. Les rails de cette section, dernière de la ligne en exploitation, sont retirés après 2020 au profit d'un chemin du réseau RAVeL.
Le bâtiment voyageurs avait la particularité, quasiment unique en Belgique[réf. souhaitée], d'être séparé de la chaussée par une rivière, la Biesme, qu'une étroite passerelle en fer enjambait pour donner accès à la porte d'entrée.
Utilisant le même plan type que les autres gares d'origine de la ligne érigées avant 1862, sous la forme d'une modeste bâtisse sans étage de trois travées avec une grande porte décalée du centre et de petites ailes annexes, il a par la suite été doublé sur sa droite par une seconde construction de trois travées avec un pignon au-dessus de la troisième travée.
La route, qui ne possédait même pas de trottoir, a par la suite été élargie en mettant sous voûte le cours de la Biesme. La date de ces travaux et de la disparition du bâtiment n'est pas connue.
Jusqu'en 2019, un bâtiment annexe en ruine existait encore face au terrain gazonné laissé par le bâtiment principal. Construit en colombages avec remplissage en briques, il comportait trois travées dont une porte médiane.